# Hågerup
Hågerup er en landsby 2 km nord for Brahetrolleborg på Fyn. Den hører til Brahetrolleborg Sogn i Faaborg-Midtfyn Kommune.
Gennem landsbyen løber Hågerup Å. Lige vest for landsbyen løber den tidligere jernbane Ringe-Faaborg, der nu er cykelsti.
I 1926 opførtes en kommuneskole i landsbyen efter tegning af Ejnar Mindedal.
Arkæologen Mette Svart Kristiansen ledede i 2019-2020 en eksperimentiel arkæologisk undersøgelse af hele Hågerup.

## Kendte bysbørn
- Ditlev Laub (1847-1919) dansk-amerikansk arkitekt

55°10′15″N 10°21′28″Ø / 55.1708°N 10.3578°Ø